# Hitit Güneşi
Hitit Güneşi è un cortometraggio del 1956 diretto da Sabahattin Eyüboğlu, documentario sui diversi aspetti della cultura ittita in Anatolia Centrale.
È stato presentato alla 6ª edizione del Festival di Berlino, dove si è aggiudicato l'Orso d'argento.